# Romain Stampers
Romain Stampers, né en 1975 à Mont-près-Chambord (Loir-et-Cher), est un jet-skieur freestyle français.  
Il est revenu dans sa région natale et réside à Cellettes (Loir-et-Cher), après avoir vécu à Avignon. 

## Palmarès
- 2009 : Champion du Monde de Freestyle Rally jet UIM.
- 2002-2003 : Champion du Monde de Freeride.
- 2004-2007 : Vice-champion du Monde Freestyle UIM.
- 2006-2007 : Champion d'Europe de Freestyle IJSBA.

Il est actuellement champion du monde de motomarine freestyle. Il a été double champion d'Europe de cette discipline. Il a participé au festival de la glisse d'Agon-Coutainville, dans la Manche (50).